# Zbigniew Jastrzębski
Zbigniew Krzysztof Jastrzębski (ur. 8 marca 1961 w Malborku) – fizjolog. 

## Życiorys
Trener przygotowania fizycznego Reprezentacji Polski w piłce nożnej w sztabie Pawła Janasa.
Był wraz z nią na Mistrzostwach Świata w 2006 roku. Ponadto był fizjologiem kadry podczas krótkiej kadencji tymczasowego trenera Stefana Majewskiego w 2009 roku.
Profesor nadzwyczajny w zakładzie Fizjologii AWFiS w Gdańsku.